# Entodontopsis angustiretis
Entodontopsis angustiretis är en bladmossart som beskrevs av William Russell Buck och Robert Root Ireland 1985. Entodontopsis angustiretis ingår i släktet Entodontopsis och familjen Stereophyllaceae. Inga underarter finns listade i Catalogue of Life.